# Bernard Nut
Bernard Nut, né le 19 avril 1935 à Senlis et mort le 15 février 1983 à Rigaud, est un officier de l'armée française assassiné et mort en service, alors qu'il est responsable de la DGSE sur la Côte d'Azur. Ce meurtre défraie la chronique en 1983. 

## Jeunesse
Bernard Paul Nut est issu d'une famille d'officiers. L'un de ses ancêtres est tué lors de la charge des cuirassiers français à la bataille de Reichshoffen. Son grand-père, Georges Nut, après une carrière militaire dans les troupes Méharistes rejoint la résistance française durant la 2e guerre mondiale - membre des Forces Françaises de l'intérieur de Vernon dans le département de l'Eure (réunissant les réseaux Vengeance, Résistance et OCM). Il perd son père, Paul Nut, « mort pour la France », tué au combat à Damour dans l'actuel Liban, vingt kilomètres au sud de Beyrouth, le 8 juillet 1941. 
Pupille de la Nation, Bernard Nut s’engage le 9 octobre 1953 alors qu'il est mineur en imitant la signature de sa mère et intègre l’école des sous-officiers de Cherchell en Algérie. À la sortie de l’école, il est nommé au grade de sergent. Il intègre le 3e RIC (3e régiment d’infanterie coloniale) le 14 juin 1954. Il participe aux opérations menées en Tunisie de juillet à août 1955 pour être ensuite envoyé en Algérie, le 21 août 1955, où il intègre la 5e compagnie du 16e RIC jusqu’en mai 1957.
Blessé lors de cette première campagne en Algérie, il refuse d'effectuer toute démarche en vue d'obtenir indemnisation ou pension et sert à l’état-major de Fort-de-France en Martinique où il rencontre Jacqueline, sa future épouse. Il est nommé au grade de sergent-chef le 1er juillet 1959. 
Le 22 juillet 1960, après avoir quitté la Martinique, Bernard Nut est affecté au RMT (régiment de marche du Tchad) à Pontoise puis passe et réussit le concours des officiers des services pour intégrer l’EMA (École militaire d'administration) de Montpellier, le 22 septembre 1960. Il sort major de sa promotion le 1er octobre 1961. 
Il choisit à la sortie de l’école les troupes de marine où il est affecté comme sous-lieutenant au 16e RIMa (régiment d’infanterie de marine) le 1er janvier 1962.

## Carrière d'officier de renseignement
Ce régiment étant alors basé en Algérie, il y fait un second séjour de janvier 1962 à janvier 1963. En mars 1963, il est affecté au BCS 31 qui va devenir le 15e BIMa (bataillon d’infanterie de marine) qui se trouve sur l’Île de La Réunion. Il est promu au grade de lieutenant et devient chef du 2e Bureau[réf. souhaitée] au sein de la subdivision militaire de la Réunion placée sous les ordres du commandement supérieur des Forces Françaises du Sud de l'océan Indien. 
De retour en métropole, il est affecté au 89e BS (bataillon des services) et intègre le SDECE (Service de documentation extérieure et de contre-espionnage) le 1er janvier 1967 pour travailler au sein du service recherche R2 au secteur Afrique. Il est promu au grade de capitaine le 1er juillet 1969.
Le 2 octobre 1969, il est envoyé en qualité d’adjoint de chef de poste pour quatre ans au Sénégal, sous son identité réelle et avec une couverture diplomatique en qualité d’attaché de presse de l’ambassade de France de Dakar. En 1970, il devient chef de poste du SDECE au Sénégal.
Durant son séjour, il supervise deux coups d’État qui se soldent par un échec, dirigés contre le président de la République de Guinée, Sékou Touré. Le 26 juillet 1973, il rentre en France et il est notamment chargé de l’instruction du personnel intégrant le service R2.

## Missions périlleuses
Il est ensuite affecté au secteur Asie du SDECE. Il est envoyé en mission, seul au Cambodge, à la fin de l’année 1975[réf. nécessaire], peu après le début de la dictature instaurée par les Khmers rouges, afin de fédérer les différents mouvements de résistance au régime de Pol Pot. À plusieurs reprises, il évite de justesse d'être fait prisonnier par les Khmers rouges. Le 1er juillet 1977, il est nommé au grade de commandant.
Au début de l’année 1980, il est envoyé en mission en Afghanistan toujours sous une identité fictive, sous le nom de Bernard Flaubert, alors que le pays vient d’être envahi par les armées de l’Union soviétique.

## Retour en Europe
De retour de cette mission, il intègre le secteur Europe du SDECE et prend le poste de chef de mission métropolitaine de recherche à Nice le 1er juillet 1980.
Il fréquente notamment des ressortissants d'États étrangers dans la zone dont il a la responsabilité. Le 4 avril 1982, le SDECE change de dénomination pour devenir la DGSE (direction générale de la Sécurité extérieure).

## Assassinat
Bernard Nut est promu au grade de lieutenant-colonel le 1er octobre 1982 et nommé responsable de la DGSE sur la Côte d'Azur,,. Le 15 février 1983 peu avant 8 h, son corps, recouvert d'une fine couche de neige et face contre terre, est retrouvé par deux employés de la Direction départementale de l'Équipement devant son véhicule de service, une Peugeot 305 de couleur verte immatriculée 209 DZB 75, stationné sur le bord de la RN 202 dans la commune de Rigaud au lieu-dit « Le Pont de Cians ». Les portières de la voiture sont verrouillées à l'exception de celle du conducteur. La clef est sur le contact en position marche, l'autoradio diffuse de la musique et le réservoir d'essence est vide, laissant supposer que le moteur fonctionnait lorsque Bernard Nut est mort, bien que le second rapport de la boîte de vitesses soit engagé. Bernard Nut est mort d’une balle, non tirée à bout touchant, ayant traversé sa boîte crânienne avec un point d'entrée entre l'oreille droite et la première vertèbre cervicale et un point de sortie au niveau du front. Dans le barillet de son arme, un revolver Smith & Wesson découvert à 2,20 mètres de son corps, trois douilles sont percutées, deux de 357 Magnum et une de 38 Special,.
Le 17 février, deux jours après la découverte du corps, Le Quotidien de Paris et Le Monde, publient des articles précisant que l'officier a été assassiné. Le même jour à 10 h, l'AFP diffuse une dépêche suggérant qu'il peut s'agir d'un suicide. Cette information erronée est reprise par une partie de la presse, mais l’instruction judiciaire détermine par la suite que les éclats de balle retrouvés dans la boîte crânienne sont d’une composition différente des trois balles non percutées restant dans le barillet de l'arme de Bernard Nut et qu’il s’agit donc bien d’un assassinat,,.
Quelques semaines après l'assassinat de Bernard Nut, quarante-sept membres de l'ambassade de l'Union soviétique en poste à Paris sont expulsés vers Moscou dans le cadre de l'affaire Farewell le 5 avril 1983.
En 1986, Bernard Violet, auteur du livre L'Affaire Nut. Mort d'un agent secret, paru en octobre 1986, est poursuivi en justice par la famille du défunt, condamné et le livre est interdit à la vente au moment de sa sortie,.
Le 18 septembre 1989, le service des pensions du ministère de la Défense reconnait que Bernard Nut est mort en service, mais sa veuve ne touchera qu'une pension de réversion correspondant au grade de commandant car il n'a pas effectué les six mois nécessaires au grade de lieutenant-colonel. Il n'a reçu aucune décoration à titre posthume.
Le 1er juillet 1992, un non-lieu est prononcé dans cette affaire,.
25 ans après son décès en février 2008, son fils Bruno Nut demande la levée du secret défense dans cette affaire.

## Enquête à ce jour
En février 2008, son fils Bruno, magistrat, se heurte toujours au secret défense entourant le décès de son père : ayant demandé au ministre de la Défense et au directeur de la DGSE de lever le secret-défense, Bruno Nut interpelle les services secrets pour qu’ils « dévoilent enfin la vérité ». Depuis, aucune réponse des autorités n'a été apportée.
Une émission est diffusée sur l'état d'avancement de l'enquête durant l'été 2022 par la station de radio RTL.

## Médaille
Bernard Nut a été nommé chevalier de l'ordre national du Mérite.[réf. nécessaire]
Il est titulaire des décorations suivantes :
- Croix de la valeur militaire[réf. nécessaire]
- Croix du combattant[réf. nécessaire]
- Titre de reconnaissance de la Nation[réf. nécessaire]
- Médaille commémorative des opérations de sécurité et de maintien de l'ordre en Afrique du Nord (Algérie-Tunisie)[20]